# Augoderia ginglarisi
Augoderia ginglarisi är en skalbaggsart som beskrevs av Ponchel 2009. Augoderia ginglarisi ingår i släktet Augoderia och familjen Dynastidae. Inga underarter finns listade.